# Westbury-on-Trym
Westbury-on-Trym is een wijk in Bristol, een stad in het Engelse graafschap Bristol. In 2001 telde de wijk 10348 inwoners.